# Квітень 2000
Квітень 2000 — четвертий місяць 2000 року, що розпочався в суботу 1 квітня та закінчився у неділю 30 квітня.

## Події
- 1 квітня — у прем'єр-міністра Японії Обуті Кейдзо стається інсульт і він впадає в кому.
- 5 квітня — Морі Йосіро стає прем'єр-міністром Японії замість Кейдзо.